# Parochiemuseum
Het Parochiemuseum (Tsjechisch: Farní muzeum) is een museum in de Tsjechische plaats Kondrac. Het museum is - zoals de naam doet vermoeden - gewijd aan de lokale parochie en werd in 2010 geopend. Centraal staat het authentieke interieur van de pastorie, zoals dat tijdens de eeuwwisseling van de 19e en 20e eeuw was. Het museum is het enige in zijn soort in Tsjechië.

## Museumcomplex
Het museumcomplex bestaat uit de Sint-Bartholomeüskerk, een voormalig mortuarium en enkele bijgebouwen. In het hoofdgebouw bevindt zich tevens een ambachtelijke werkplaats waar men kaarsen kan maken, papier kan vervaardigen of afbeeldingen van heiligen kan drukken. Bij de pastorie ligt een kruidentuin, bestaande uit planten die een symbolische kerkelijke betekenis hebben, en een schapenweide.

## Tentoonstellingen
Het museum heeft drie vaste tentoonstellingen. De eerste en tevens grootste bevindt zich in het hoofdgebouw en toont het leven van plattelandspriesters rond de wisseling van de 19e en 20e eeuw. Men vindt hier onder andere een keuken met tegelkachel, broodoven, privékamer van de pastoor, parochiezaal, kantoortje en zolderruimtes.
De andere twee tentoonstellingen zijn ondergebracht in het gebouw van het voormalige mortuarium, dat zich op de begraafplaats vlak naast de Sint-Bartholomeüskerk bevindt. In de eerste ruimte worden gegevens over de geschiedenis van de kerk gepresenteerd, samen met een maquette van de kerk in de oorspronkelijke Romaanse bouwstijl, en een model van het dorp zoals het er in 1841 uitgezien moet hebben. De tweede ruimte bevat informatie over begrafenissen die er hebben plaatsgevonden.

## Galerij

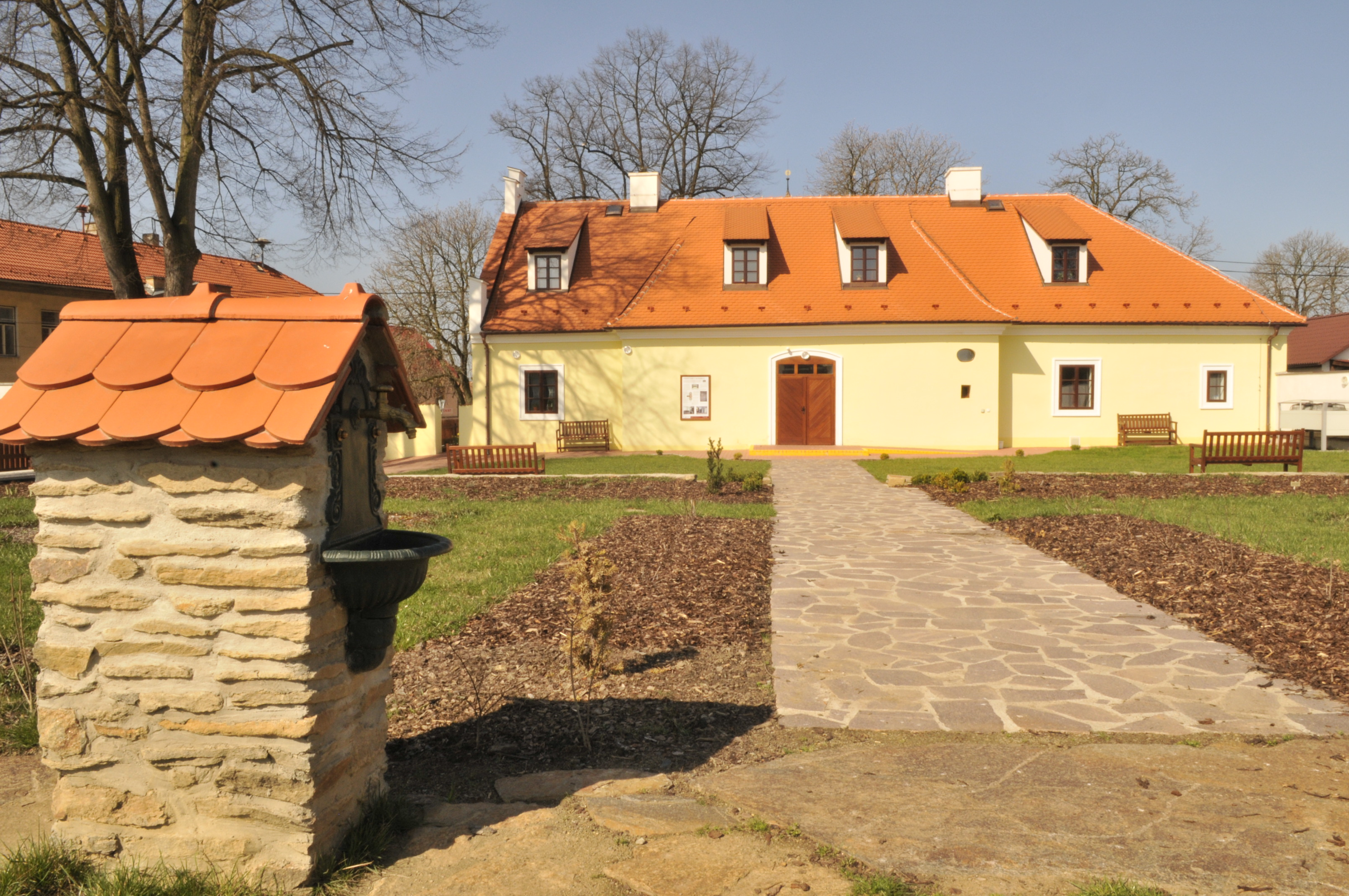
Een van de bijgebouwen (2011)
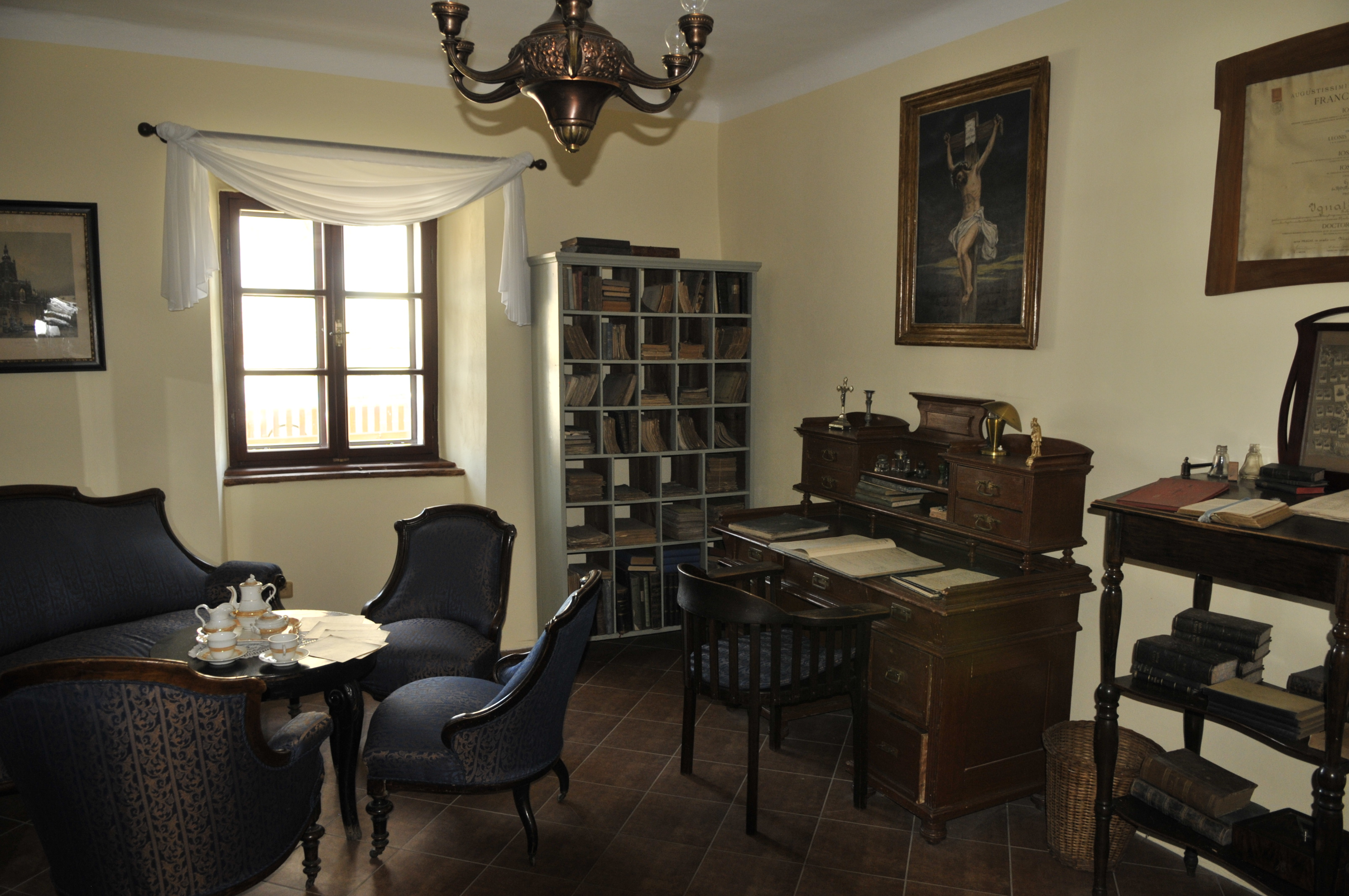
Interieur van het hoofdgebouw (2011)